# Kevin Kern

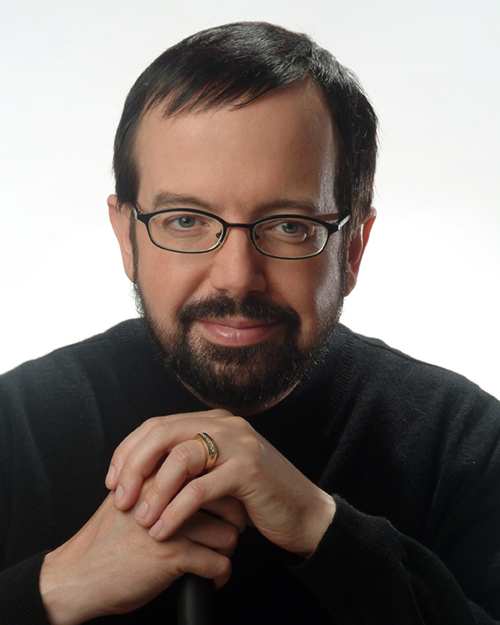
Kevin Kern

Kevin Kern (* 22. Dezember 1958 als Kevin Lark Gibbs in Detroit) ist ein US-amerikanischer Pianist und Komponist. Er ist einer der bekanntesten Vertreter der Musikrichtung New Age.

## Biografie
Mit 18 Monaten spielte Kevin Kern Stille Nacht, heilige Nacht auf dem Klavier. Im Alter von vier Jahren erhielt er regelmäßigen Klavierunterricht. Eigene Kompositionen schrieb er schon mit acht Jahren. 1972 trat er erstmals mit der Musikgruppe The Well-Tempered Clavichord auf. Obwohl er fast blind ist, war er immer entschlossen, Pianist zu werden.
Zu seinen Veröffentlichungen zählen (neben zwei Songbüchern) acht reguläre Alben mit seichten Klavier-Miniaturen. Gleich mit dem ersten, In the Enchanted Garden betitelten, aus dem Jahr 1996 erreichte er große Beachtung. Sein bisher letztes Album Endless Blue Sky ist Ende Januar 2009 erschienen.
Seinen ersten Auftritt hatte er 2002 in Taiwan. Da er im asiatischen Raum populär ist, gibt es auf Endless Blue Sky ausschließlich auf der für diese Region vorgesehenen Version einen Bonustrack.
Kevin Kern ist mit Pamela Gibbs verheiratet. Sie half ihm bei den Aufnahmen seiner Alben und spielt den Rainstick in The Winding Path; Kern erwähnt sie bei den Danksagungen in seinen späteren Alben.

## Alben
- 1996: In the Enchanted Garden
- 1997: Beyond the Sundial
- 1998: Summer Daydreams
- 1999: In My Life
- 2001: Embracing the Wind
- 2002: Through Your Eyes: Kevin Kern Collection (nur in Japan)
- 2002: More Than Words: The Best of Kevin Kern (Kompilation)
- 2003: The Winding Path
- 2005: Imagination's Light
- 2009: Endless Blue Sky

## Songbücher
- In the Enchanted Garden
- Through Your Eyes: Kevin Kern Collection (nur in Japan)
- Kevin Kern Piano Album (nur in Südkorea)
- Imagination's Light